# ウィリアム・モンタギュー (第2代マンチェスター公爵)
第2代マンチェスター公爵ウィリアム・モンタギュー（英語: William Montagu, 2nd Duke of Manchester KB、1700年4月 – 1739年10月21日）は、イギリスの貴族。初代マンチェスター公爵チャールズ・モンタギューとドディントン・グランヴィルの長男としてフランス王国で生まれ、1722年に父が死去するとマンチェスター公爵の爵位を継承した。
1723年4月16日、第2代モンタギュー公爵ジョン・モンタギューの娘イサベラと結婚した。
1725年、バス勲章を授与された。1737年から1739年まで国王親衛隊隊長を務めた。
1739年に創設された捨子養育院の初代総裁の1人だったが、捨子養育院の特許状が発行された4日後（1739年10月21日）に死去した。子供がいなかったため、マンチェスター公爵の爵位は弟ロバートが継承した。